# Campylopodiella crenulata
Campylopodiella crenulata là một loài rêu trong họ Dicranaceae. Loài này được J.-P. Frahm, D.H. Norris & T.J. Kop. mô tả khoa học đầu tiên năm 1988.